# Javier Klimowicz
Javier Hernán Klimowicz Laganá (ur. 10 marca 1977 w Buenos Aires) – były ekwadorski piłkarz, urodzony w Argentynie, polskiego pochodzenia. W latach 2013, 2014 i 2015 zdobywał mistrzostwo Ekwadoru. Jest bratem Diego Klimowicza.